# Liste der Kantone im Département Deux-Sèvres
Das Département Deux-Sèvres liegt in der Region Nouvelle-Aquitaine in Frankreich. Es untergliedert sich in drei Arrondissements mit 17 Kantonen (französisch cantons).
Siehe auch: Liste der Gemeinden im Département Deux-Sèvres

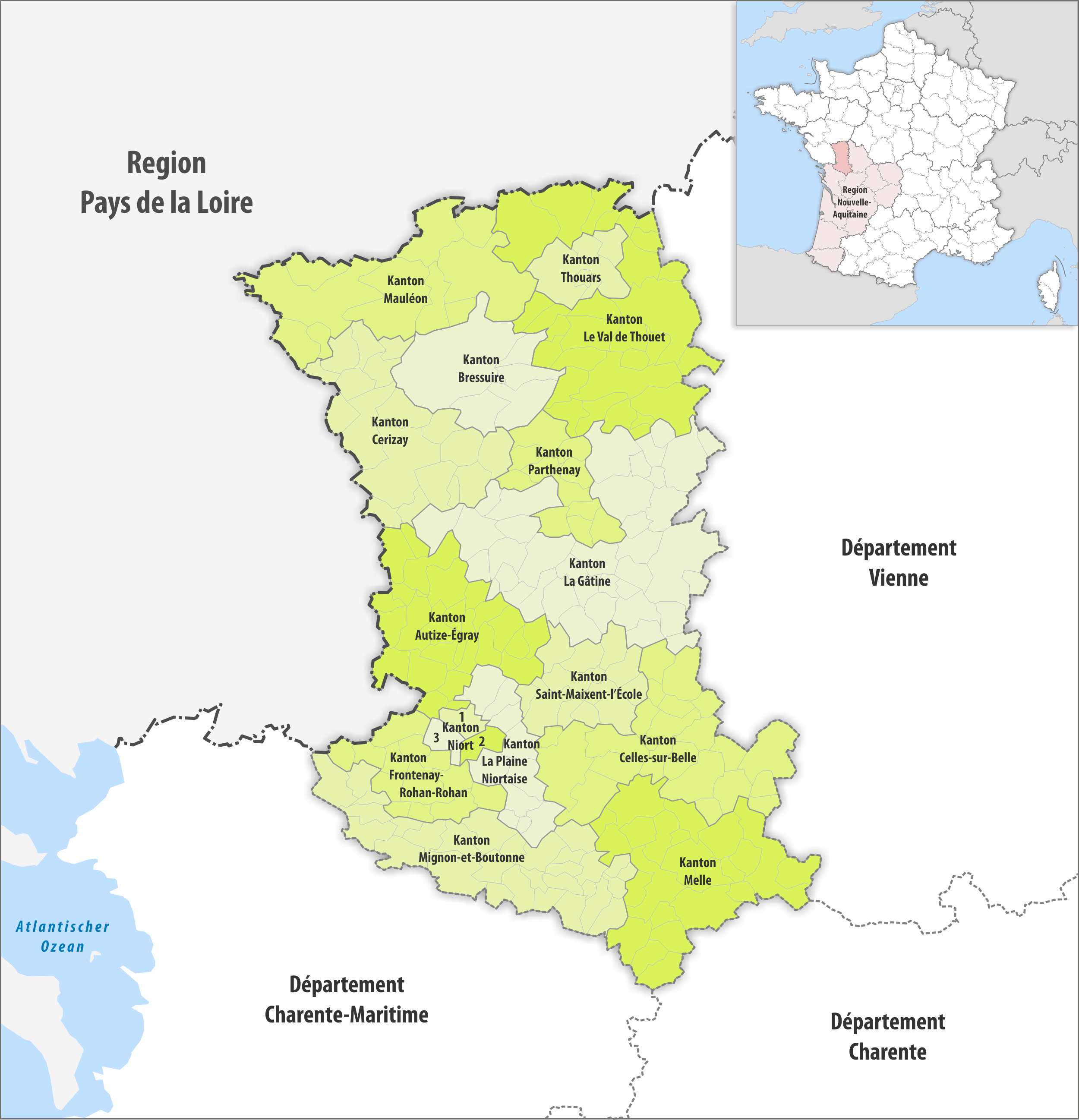
Gemeinden und Kantone im Département Deux-Sèvres

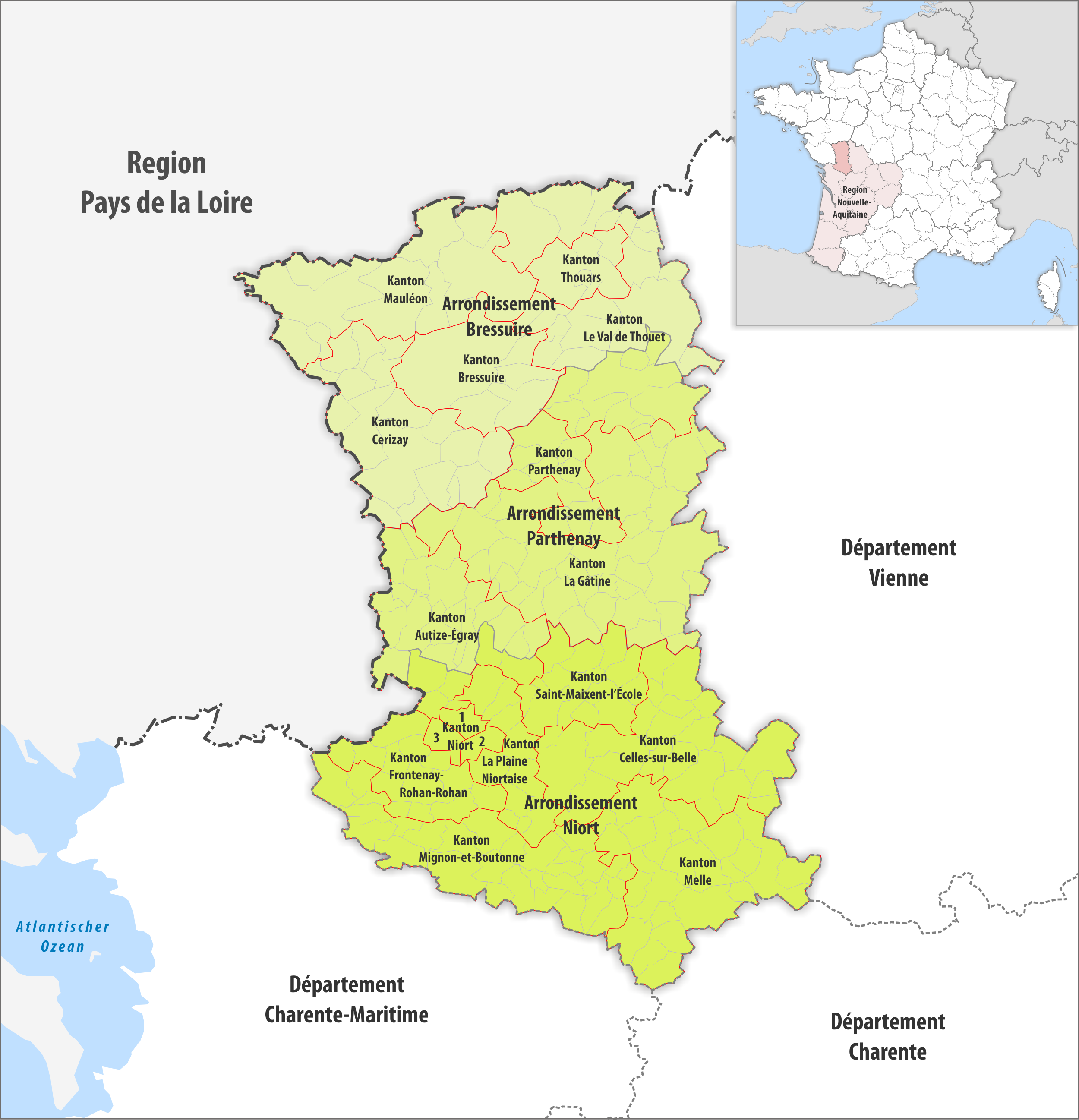
Gemeinden, Arrondissemente und Kantone im Département Deux-Sèvres

| Kanton                  | Gemeinden | Einwohner 1. Januar 2022 | Fläche km² | Dichte Einw./km² | Code INSEE | Arrondissement(e)    |
| ----------------------- | --------- | ------------------------ | ---------- | ---------------- | ---------- | -------------------- |
| Autize-Égray            | 26        | 22.676                   | 446,95     | 51               | 7901       | Niort                |
| Bressuire               | 5         | 24.187                   | 307,90     | 79               | 7902       | Bressuire            |
| Celles-sur-Belle        | 22        | 22.781                   | 550,76     | 41               | 7903       | Niort                |
| Cerizay                 | 18        | 26.282                   | 470,30     | 56               | 7904       | Bressuire, Parthenay |
| Frontenay-Rohan-Rohan   | 13        | 18.876                   | 225,30     | 84               | 7905       | Niort                |
| La Gâtine               | 38        | 23.197                   | 856,44     | 27               | 7906       | Parthenay            |
| Mauléon                 | 10        | 23.671                   | 540,56     | 44               | 7907       | Bressuire            |
| Melle                   | 22        | 19.918                   | 561,13     | 35               | 7908       | Niort                |
| Mignon-et-Boutonne      | 30        | 18.601                   | 518,98     | 36               | 7909       | Niort                |
| Niort-1                 | 1⁄3       | 20.777                   | 22,06      | 942              | 7910       | Niort                |
| Niort-2                 | 1⁄3       | 19.184                   | 21,15      | 907              | 7911       | Niort                |
| Niort-3                 | 1⁄3       | 20.113                   | 24,99      | 805              | 7912       | Niort                |
| Parthenay               | 11        | 20.539                   | 186,39     | 110              | 7913       | Parthenay            |
| La Plaine Niortaise     | 10        | 26.245                   | 187,83     | 140              | 7914       | Niort                |
| Saint-Maixent-l’École   | 13        | 26.086                   | 232,45     | 112              | 7915       | Niort                |
| Thouars                 | 5         | 18.390                   | 123,46     | 149              | 7916       | Bressuire            |
| Le Val de Thouet        | 28        | 23.892                   | 722,70     | 33               | 7917       | Bressuire, Parthenay |
| Département Deux-Sèvres | 252       | 375.415                  | 5.999,35   | 63               | 79         | –                    |

## Liste ehemaliger Kantone
Bis zum Neuzuschnitt der französischen Kantone im März 2015 war das Département Deux-Sèvres wie folgt in 33 Kantone unterteilt:
| Arrondissement | Kantone |
| -------------- | --- |
| Bressuire      | Argenton-les-Vallées, Bressuire, Cerizay, Mauléon, Saint-Varent, Thouars-1, Thouars-2 |
| Niort          | Beauvoir-sur-Niort, Brioux-sur-Boutonne, Celles-sur-Belle, Champdeniers-Saint-Denis, Chef-Boutonne, Coulonges-sur-l’Autize, Frontenay-Rohan-Rohan, Lezay, Mauzé-sur-le-Mignon, Melle, La Mothe-Saint-Héray, Niort-Est, Niort-Nord, Niort-Ouest, Prahecq, Saint-Maixent-l’École-1, Saint-Maixent-l’École-2, Sauzé-Vaussais |
| Parthenay      | Airvault, Mazières-en-Gâtine, Ménigoute, Moncoutant, Parthenay, Saint-Loup-Lamairé, Secondigny, Thénezay |